# Hohenau (Paraguay)
Hohenau ist eine Stadt und ein Distrikt im Departamento Itapúa im Südosten von Paraguay. Hohenau befindet sich 8 Kilometer von Trinidad, 35 km von Encarnación und 365 Kilometer von der Landeshauptstadt Asunción entfernt. Die Stadt liegt etwas erhöht zum Río Paraná. Der Stadtname ist zusammengesetzt aus den Wörtern „hoch“ und Au.
Hohenau ist neben Asunción und den beiden Chaco-Städten Filadelfia (Paraguay) und Loma Plata ein wichtiges Zentrum der Deutschen in Paraguay, weil es wie kaum eine andere Stadt in Paraguay weitgehend seinen deutschen Charakter erhalten hat.

## Geschichte
Hohenau wurde am 14. März 1900 von Guillermo Closs, Carlos Reverchon und den Brüdern Ambrosio und Esteban Scholler mit der Hilfe von deutschen Kolonisten gegründet.
Der deutschstämmige Guillermo oder Wilhelm Closs wurde am 31. Oktober 1841 in Baumschneis, Brasilien (heute Dois Irmãos) geboren. Im brasilianischen Bundesstaat Rio Grande do Sul gründete er einen Ort namens Serra Pelada. Später beschloss er, nach Paraguay zu ziehen, wo er Carlos Reverchon traf. Zusammen entwarfen sie einen Plan für die Besiedlung durch deutsche Einwanderer.
Mit Hilfe von Christian Heisecke, damals österreichischer Konsul für Paraguay, gelang es ihnen, die paraguayische Regierung für eine Kolonisierung im Departement Itapúa zu interessieren.
So gewährte die Regierung der Republik durch Dekret vom 12. September 1898 Closs und Reverchon ein Grundstück von 16 Quadratmeilen im Gebiet von Encarnación. Closs kehrte in die Serra Pelada zurück, wo er sein gesamtes Land verkaufte und sich Anfang 1899 nach Paraguay begab.
Am 14. März 1900 kamen sie aus Encarnación über den Río Paraná an. Im August 1900 legte die Ankunft von acht Familien, bestehend aus 55 Personen, den Grundstein für eine massiven Einwanderung in diese Ländereien.
Die ersten Einwanderer waren mit vielen Problemen konfrontiert, wie Krankheiten, Ressourcenknappheit und schlechte Verkehrsverbindung, beispielsweise in die alte Heimat, die aber im Laufe der Zeit überwunden wurden, so dass Hohenau zu einer blühenden Gemeinde wurde. Im Jahre 1944 wurde Hohenau dann zum districto erhoben, was ungefähr der Verwaltungseinheit einer Stadt im weiteren Sinne entspricht.
Seit dem Jahre 2020 hat eine neue deutsche Einwanderungswelle stattgefunden, die der Stadt unter anderem eine Bauboom bescherte.
Nach Angaben der Generaldirektion für Statistik, Erhebungen und Volkszählungen ist auf nationaler Ebene der Bezirk Hohenau im Departement Itapúa derjenige, der nach Asunción den höchsten Lebensstandard aufweist.

## Deutsche Einwanderung als Folge der COVID-19-Pandemie
Von 2020 bis 2022 während der COVID-19-Pandemie gab es vermehrt Auswanderungen deutscher Staatsbürger nach Hohenau. Vor allem unter den deutschen Impfkritikern galt Paraguay und insbesondere das Gebiet um Hohenau bis Anfang 2022 als attraktives Ziel. Nach Angaben der lokalen Tourismusbehörde sind in den Monaten vor dem Jahreswechsel 2021/2022 mehr als 1.000 Deutsche in Hohenau angekommen.

## Klima

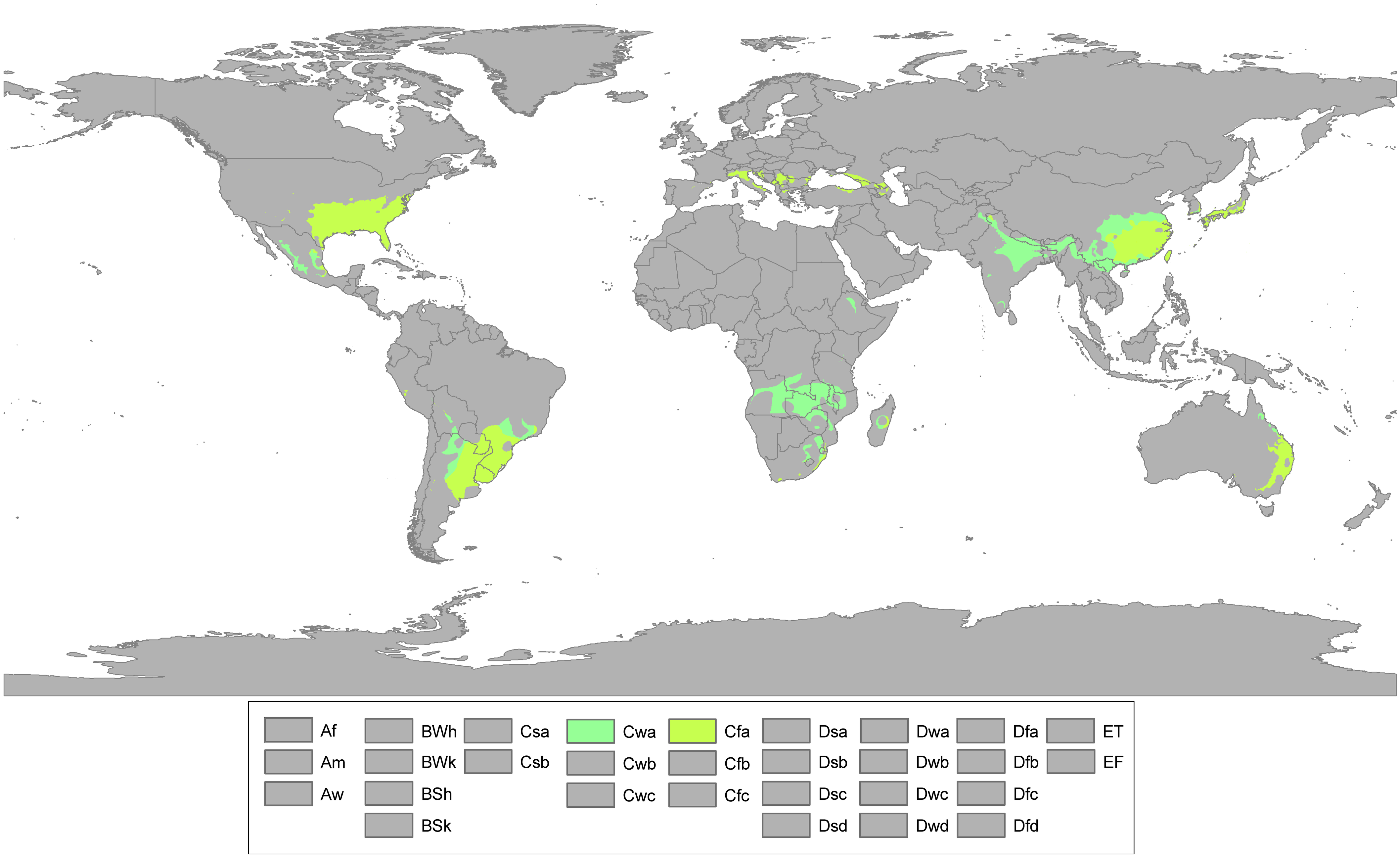
Regionen mit gemäßigt subtropischem Klima, gelbgrün für Hohenau.

Hohenau hat gemäß Köppen ein gemäßigt subtropisches Klima der Gruppe Cfa, wobei die Jahreszeiten gegenüber Deutschland genau umgekehrt sind, da es auf der Südhalbkugel liegt. So ist der Sommer, von November bis März, heiß, und der Winter, von Juni bis September, kurz und kühl. Regen fällt während des ganzen Jahres und auch Bewölkung tritt ganzjährig auf. Im Laufe des Jahres schwankt die Temperatur typischerweise zwischen 11 °C und 32 °C und fällt selten unter 3 °C. Infolge des Klimawandels steigen die Werte im Sommer immer öfter auf über 40 °C mit einer gefühlten Temperatur bis zu 48 °C.
|                        | Jan | Feb | Mär | Apr | Mai | Jun | Jul | Aug | Sep | Okt | Nov | Dez |   |      |
| Mittl. Temperatur (°C) | 26  | 26  | 24  | 21  | 18  | 16  | 16  | 18  | 19  | 22  | 23  | 25  | ⌀ | 21,1 |
| Mittl. Tagesmax. (°C)  | 32  | 31  | 30  | 27  | 23  | 21  | 21  | 23  | 25  | 27  | 29  | 31  | ⌀ | 26,6 |
| Mittl. Tagesmin. (°C)  | 21  | 21  | 19  | 17  | 14  | 12  | 11  | 13  | 14  | 17  | 18  | 20  | ⌀ | 16,4 |

| 21 |

| 21 |

| 19 |

| 17 |

| 14 |

| 12 |

| 11 |

| 13 |

| 14 |

| 17 |

| 18 |

| 20 |

| 21 |

| 21 |

| 19 |

| 17 |

| 14 |

| 12 |

| 11 |

| 13 |

| 14 |

| 17 |

| 18 |

| 20 |

## Sprache
Neben Guaraní, der bis heute sehr weit verbreiteten Indianersprache in Paraguay, die von 77 % der Bevölkerung verstanden wird und dem in Paraguay meist Castellano genannten Spanischen, wird auch Deutsch gesprochen und zwar neben dem Hochdeutschen auch ein deutscher Dialekt, das Hunsrückische aus dem westdeutschen Hunsrück, das von den deutschsprachigen Brasiguayos von Südbrasilien in die „Vereinten Kolonien“ gebracht wurde. Die besondere Form des Hunsrückischen in Südamerika ist das nach der Dialektform genannte Hunsrik.

## Wirtschaft
40 % der arbeitenden Bevölkerung sind in der Landwirtschaft tätig, 60 % in Industrie und Handel. Die Landwirtschaft wird durch das subtropische Klima und reiche Wasserressourcen begünstigt. Angebaut werden Baumwolle, Bohnen, Erdnüsse, Holzölbäume, Mais, Maniok, Mate-Sträucher, Sojabohnen, Sorghumhirse und Wassermelonen; an Tieren werden Kühe, Schweine und Geflügel gehalten.
Hohenau gehört zum Gebiet der „Vereinigten Kolonien“ (Bella Vista-Hohenau-Obligado), in dem es eine starke Agrarindustrie, Textilfabriken und Sägewerke gibt. Durch den Yacyretá-Staudamm, der ein wichtiger Stromlieferant ist, sowie durch den gemeinsamen Markt Mercosur erfuhr der internationale Handel der Region einen starken Aufschwung.

## Verkehr
Hohenau liegt an der paraguayischen Ruta 6, die das Stadtzentrum durchquert und Hohenau mit dem nahegelegenen Encarnación und der Ciudad del Este an der brasilianischen Grenze verbindet. Darüber hinaus verfügt Hohenau über ein Netz lokaler Straßen zur Verbindung mit den Ortschaften in der Nähe.
Der Flughafen Aeropuerto Teniente Amín Ayub González (IATA: ENO, ICAO: SGEN) in Encarnación ist ein internationaler Flughafen, der Flüge nach Asunción bietet, von wo aus dann der Weiterflug zu einer Vielzahl von Flugzielen möglich ist. Er ist 28 km Fahrstrecke von Hohenau entfernt, wozu man mit dem Wagen normalerweise weniger als eine halbe Stunde benötigt.
Auch das über eine Brücke mit Encarnación verbundene argentinische Posadas ist mit dem Flugzeug erreichbar. Am „Aeropuerto Libertador Don José De San Martín“ wird zweimal am Tag eine Verbindung zum Inlandsflughafen von Buenos Aires, dem Flughafen Buenos Aires-Jorge Newbery, angeboten.

## Bildungseinrichtungen
In der Stadt befindet sich die Fakultät der Agrarwissenschaft der Universidad Católica Nuestra Señora de la Asunción.
Neben spanischsprachigen Schulen gibt es die deutsche Schule „Colegio Nacional Paraguayo Germana“. Des Weiteren gibt es dort das „Colegio Privado del Internado Evangélico de Hohenau“ mit Deutschunterricht in allen Klassen und mit Internat und auf dem Gelände der Deutschen Gesellschaft II in Bella Vista, etwa zwölf Kilometer von Hohenau entfernt, die „Escuela Paraíso“, die ebenfalls Deutschunterricht in allen Klassen anbietet. Darüber hinaus gibt es die „Amazing Grace School“, eine zweisprachige christliche Grundschule (sechs Jahre) mit Spanisch und Englisch in Obligado, das direkt an die Stadt Hohenau grenzt, wobei beide Stadtzentren nur durch eine Hauptstraße getrennt sind.
In Paraguay ist auch Homeschooling möglich, wobei es Organisationen gibt, die Eltern dabei online zur Seite stehen.
Außerdem gibt es eine Tanzschule, eine Kochschule, Schulen für Schneider, für Barbiere, für Informatik sowie mehrere spanischsprachige Gesamtschulen.

## Gesundheit
In Hohenau gibt es das „Sanatorio Adventista Hohenau“ (Adventisten-Krankenhaus Hohenau), das 1965 gegründet wurde sowie ein SOS-Kinderdorf, das 1971 auf einem vom Deutschen Verein Hohenau gespendeten Gelände gegründet wurde. Es verfügt über 17 Familienhäuser, in denen 160 Kinder untergebracht sind. Das angeschlossene SOS-Mütter- und Kinderkrankenhaus hat eine Kapazität von 40 Betten. Seit der Gründung wurden dort mehr als 10.000 Kinder zur Welt gebracht.
Im 35 km entfernten Encarnación gibt es darüber hinaus das „Hospital Regional de Encarnación“, das rund um die Uhr geöffnet ist und einen medizinischen Notfalldienst, eine Intensivstation, Dialyse-Einrichtungen und ein medizinisches Labor verfügt. Ein städtisches Kinderkrankenhaus, das „Hospital Pediátrico Municipal“, gibt es dort auch noch.
Über mehreren Krankenhäuser verfügt auch die argentinische Stadt Posadas direkt gegenüber von Encarnación auf der anderen Seite des Flusses Paraná. Diese Großstadt mit 275.028 Einwohnern im Jahre 2010 und sehr gut ausgebauter Infrastruktur ist über eine Brücke zwischen beiden Stadtzentren mit Encarnación verbunden. Diese internationale Brücke für Fußgänger, Fahrzeuge und Züge heißt Puente Internacional San Roque González de Santa Cruz.

## Museen und Park
Die Geschichte der ersten Bewohner sowie ihre Bräuche werden im „Edwin Krug Museum“ dargestellt, das im Zentrum der Stadt liegt. Daneben git es das „Museum Alfredo Sitzmann“ und den „Ökologische Park“, der auf seinen 24,5 Hektar eine reiche regionale Flora, eine große Lagune sowie Wanderwege und Sportmöglichkeiten bietet.

## Fremdenverkehr und Feste
Ein örtlicher Anziehungspunkt ist der Alto Paraná Hunting and Fishing Club. Hier findet traditionelles Fischen statt.
Es gibt deutsche und japanische Kolonien, in denen sich die Besucher über die architektonischen Besonderheiten, das landestypische Essen und die Anbauweise des jeweiligen Landes informieren können.
Jedes Jahr Ende September, Anfang Oktober findet im Parque de las Nacione die Fiesta Nacional de las Colectividade (Nationales Fest der Einwanderergruppen) statt, in der sich die verschiedenen Einwanderergruppen in Hohenau mit ihren Traditionen vorstellen, neben Deutschen, sind auch Schweizer, Brasilianer, Argentinier, Italiener, Ukrainer, Japaner und Belgier vertreten.

## Bekannte Einwohner
- Damaris Nübling (* 1963), deutsche Sprachwissenschaftlerin in Mainz
- Gustav Garlepp (1862–1907), deutscher Naturaliensammler, wurde am 25. Februar 1907 in Gegenwart seiner Frau und seiner 5 Kinder in Hohenau ermordet

### Erste Bürgermeister
- 1900–1901 Carlos Reverchon / Guillermo Closs
- 1901–1912 Carlos Reverchon / José Ambrosio Schöller
- 1912–1924 Stephan Schöller
- 1924–1936 Christian Kegler
- 1936–1937 Luis Therwindt
- 1937–1941 Erich Garlepp
- 1941–1943 Samuel Ramírez
- 1943–1950 Ernesto Webber[18]